# Rắn hổ mang rừng rậm
Rắn hổ mang rừng rậm (danh pháp hai phần: Naja melanoleuca), còn được gọi là rắn hổ mang đen (black cobra) hay rắn hổ mang môi đen trắng (black and white-lipped cobra), là một loài rắn bản địa thuộc họ Elapidae tại châu Phi, chủ yếu tại miền trung và phần phía tây châu lục. Đây là loài rắn dài nhất thuộc chi rắn hổ mang thật sự với chiều dài lên đến 3,1 m. Mặc dù ưa thích sinh cảnh rừng rậm đất thấp và trảng cỏ ẩm ướt, nhưng loài rắn hổ mang này rất dễ thích nghi và có thể tìm được tại nơi khí hậu khô hạn trong phạm vi địa lý của chúng. Loài rắn này rất giỏi bơi lội, thường được xét là loài bán thủy sinh. Rắn hổ mang rừng rậm có thói quen ăn uống phổ biến rộng rãi, khẩu phần đa dạng cao: bất cứ gì từ côn trùng lớn đến động vật hữu nhũ nhỏ và những loài bò sát khác. Loài rắn này khá cảnh giác, e dè và được xét là loài rắn rất nguy hiểm. Khi bị kích động hay bị quấy nhiễu, rắn sẽ ra vẻ tự vệ như những loài rắn hổ mang đặc thù, cảnh báo tình thế bằng cách nâng phần thân trước lên khỏi mặt đất, bành rộng mang cổ hẹp và huýt inh ỏi. Rắn ít phổ biến cắn người hơn so với những loài hổ mang châu Phi khác do nhiều yếu tố khác nhau, mặc dù vết cắn từ loài rắn này có khả năng đe đọa khẩn cấp tính mạng.

## Nguyên từ
Rắn hổ mang rừng rậm được phân loại dưới chi Naja, thuộc họ Elapidae. Naja melanoleuca được nhà nghiên cứu bò sát người Mỹ Edward Hallowell mô tả lần đầu vào năm 1857. Danh pháp chi Naja là danh từ được La tin hóa từ chữ nāgá (नाग) trong tiếng Phạn nghĩa là "rắn hổ mang". Danh pháp loài melanoleuca bắt nguồn từ tiếng Hy Lạp cổ đại, có nghĩa là "của màu đen và màu trắng". Từ melano trong tiếng Hy Lạp nghĩa là "màu đen", trong khi leuca trong tiếng Hy Lạp cổ đại nghĩa là "màu trắng". Loài rắn này cũng được gọi là rắn hổ mang đen hoặc rắn hổ mang môi đen trắng.

## Phân loại và tiến hóa
Rắn hổ mang rừng rậm được phân loại dưới chi Naja, thuộc họ Elapidae. Chi sinh học này do Josephus Nicolaus Laurenti mô tả lần đầu vào năm 1768. Loài Naja melanoleuca được mô tả lần đầu bởi Edward Hallowell vào năm 1857. Chi Naja được phân thành nhiều phân chi dựa vào những yếu tố khác nhau, gồm có hình thái, chế độ ăn uống và môi trường sống. Naja melanoleuca là thành viên thuộc phân chi Boulengerina, cùng với ba loài khác: Naja annulata, Naja christyi và Naja multifasciata. Phân chi được hợp nhất do giới hạn của chúng tại rừng rậm miền trung và tây châu Phi hoặc sinh cảnh giáp ranh rừng rậm. Rắn cũng sống dưới nước và kiếm ăn nhiều hơn những loài thủy sinh khác. Tuy nhiên, những loài thuộc phân chi Boulengerina thể hiện sự đa dạng rất lớn về kích thước, độ dao động từ rắn hổ mang rừng rậm (Naja melanoleuca) có thể đạt chiều dài 2,7 mét (8,9 foot) đến rắn hổ mang đào hang (Naja multifasciata) có chiều dài phát triển không lớn hơn 0,8 mét (2,6 foot). Biểu đồ dạng nhánh bên dưới minh họa sự phân loại và mối quan hệ giữa những loài thuộc chi Naja:
|  | Naja (Naja) kaouthia |
|  |                      |
|  | Naja (Naja) atra     |
|  |                      |

|  | Naja (Naja) mandalayensis |
|  |                           |
|  | Naja (Naja) siamensis     |
|  |                           |
|  | Naja (Naja) sputatrix     |
|  |                           |

|  | Naja (Naja) kaouthia |
|  |                      |
|  | Naja (Naja) atra     |
|  |                      |

|  | Naja (Naja) mandalayensis |
|  |                           |
|  | Naja (Naja) siamensis     |
|  |                           |
|  | Naja (Naja) sputatrix     |
|  |                           |

|  | Naja (Naja) kaouthia |
|  |                      |
|  | Naja (Naja) atra     |
|  |                      |

|  | Naja (Naja) mandalayensis |
|  |                           |
|  | Naja (Naja) siamensis     |
|  |                           |
|  | Naja (Naja) sputatrix     |
|  |                           |

|  | Naja (Naja) kaouthia |
|  |                      |
|  | Naja (Naja) atra     |
|  |                      |

|  | Naja (Naja) mandalayensis |
|  |                           |
|  | Naja (Naja) siamensis     |
|  |                           |
|  | Naja (Naja) sputatrix     |
|  |                           |

|  | Naja (Afronaja) pallida |
|  |                         |
|  | Naja (Afronaja) nubiae  |
|  |                         |

|  | Naja (Afronaja) ashei                                                                      |
|  |                                                                                            |
|  | \| \| Naja (Afronaja) mossambica \| \| \| \| \| \| Naja (Afronaja) nigricincta \| \| \| \| |
|  |                                                                                            |
|  | Naja (Afronaja) mossambica                                                                 |
|  |                                                                                            |
|  | Naja (Afronaja) nigricincta                                                                |
|  |                                                                                            |

|  | Naja (Afronaja) mossambica  |
|  |                             |
|  | Naja (Afronaja) nigricincta |
|  |                             |

|  | Naja (Afronaja) ashei                                                                      |
|  |                                                                                            |
|  | \| \| Naja (Afronaja) mossambica \| \| \| \| \| \| Naja (Afronaja) nigricincta \| \| \| \| |
|  |                                                                                            |
|  | Naja (Afronaja) mossambica                                                                 |
|  |                                                                                            |
|  | Naja (Afronaja) nigricincta                                                                |
|  |                                                                                            |

|  | Naja (Afronaja) mossambica  |
|  |                             |
|  | Naja (Afronaja) nigricincta |
|  |                             |

|  | Naja (Afronaja) ashei                                                                      |
|  |                                                                                            |
|  | \| \| Naja (Afronaja) mossambica \| \| \| \| \| \| Naja (Afronaja) nigricincta \| \| \| \| |
|  |                                                                                            |
|  | Naja (Afronaja) mossambica                                                                 |
|  |                                                                                            |
|  | Naja (Afronaja) nigricincta                                                                |
|  |                                                                                            |

|  | Naja (Afronaja) mossambica  |
|  |                             |
|  | Naja (Afronaja) nigricincta |
|  |                             |

|  | Naja (Afronaja) ashei                                                                      |
|  |                                                                                            |
|  | \| \| Naja (Afronaja) mossambica \| \| \| \| \| \| Naja (Afronaja) nigricincta \| \| \| \| |
|  |                                                                                            |
|  | Naja (Afronaja) mossambica                                                                 |
|  |                                                                                            |
|  | Naja (Afronaja) nigricincta                                                                |
|  |                                                                                            |

|  | Naja (Afronaja) mossambica  |
|  |                             |
|  | Naja (Afronaja) nigricincta |
|  |                             |

|  | Naja (Afronaja) pallida |
|  |                         |
|  | Naja (Afronaja) nubiae  |
|  |                         |

|  | Naja (Afronaja) ashei                                                                      |
|  |                                                                                            |
|  | \| \| Naja (Afronaja) mossambica \| \| \| \| \| \| Naja (Afronaja) nigricincta \| \| \| \| |
|  |                                                                                            |
|  | Naja (Afronaja) mossambica                                                                 |
|  |                                                                                            |
|  | Naja (Afronaja) nigricincta                                                                |
|  |                                                                                            |

|  | Naja (Afronaja) mossambica  |
|  |                             |
|  | Naja (Afronaja) nigricincta |
|  |                             |

|  | Naja (Afronaja) ashei                                                                      |
|  |                                                                                            |
|  | \| \| Naja (Afronaja) mossambica \| \| \| \| \| \| Naja (Afronaja) nigricincta \| \| \| \| |
|  |                                                                                            |
|  | Naja (Afronaja) mossambica                                                                 |
|  |                                                                                            |
|  | Naja (Afronaja) nigricincta                                                                |
|  |                                                                                            |

|  | Naja (Afronaja) mossambica  |
|  |                             |
|  | Naja (Afronaja) nigricincta |
|  |                             |

|  | Naja (Afronaja) ashei                                                                      |
|  |                                                                                            |
|  | \| \| Naja (Afronaja) mossambica \| \| \| \| \| \| Naja (Afronaja) nigricincta \| \| \| \| |
|  |                                                                                            |
|  | Naja (Afronaja) mossambica                                                                 |
|  |                                                                                            |
|  | Naja (Afronaja) nigricincta                                                                |
|  |                                                                                            |

|  | Naja (Afronaja) mossambica  |
|  |                             |
|  | Naja (Afronaja) nigricincta |
|  |                             |

|  | Naja (Afronaja) ashei                                                                      |
|  |                                                                                            |
|  | \| \| Naja (Afronaja) mossambica \| \| \| \| \| \| Naja (Afronaja) nigricincta \| \| \| \| |
|  |                                                                                            |
|  | Naja (Afronaja) mossambica                                                                 |
|  |                                                                                            |
|  | Naja (Afronaja) nigricincta                                                                |
|  |                                                                                            |

|  | Naja (Afronaja) mossambica  |
|  |                             |
|  | Naja (Afronaja) nigricincta |
|  |                             |

|  | \| \| Naja (Boulengerina) christyi \| \| \| \| \| \| Naja (Boulengerina) annulata \| \| \| \| |
|  |                                                                                               |
|  | Naja (Boulengerina) melanoleuca                                                               |
|  |                                                                                               |
|  | Naja (Boulengerina) christyi                                                                  |
|  |                                                                                               |
|  | Naja (Boulengerina) annulata                                                                  |
|  |                                                                                               |

|  | Naja (Boulengerina) christyi |
|  |                              |
|  | Naja (Boulengerina) annulata |
|  |                              |

|  | \| \| Naja (Boulengerina) christyi \| \| \| \| \| \| Naja (Boulengerina) annulata \| \| \| \| |
|  |                                                                                               |
|  | Naja (Boulengerina) melanoleuca                                                               |
|  |                                                                                               |
|  | Naja (Boulengerina) christyi                                                                  |
|  |                                                                                               |
|  | Naja (Boulengerina) annulata                                                                  |
|  |                                                                                               |

|  | Naja (Boulengerina) christyi |
|  |                              |
|  | Naja (Boulengerina) annulata |
|  |                              |

|  | Naja (Uraeus) haje    |
|  |                       |
|  | Naja (Uraeus) arabica |
|  |                       |

|  | Naja (Uraeus) annulifera |
|  |                          |
|  | Naja (Uraeus) anchietae  |
|  |                          |

|  | Naja (Uraeus) haje    |
|  |                       |
|  | Naja (Uraeus) arabica |
|  |                       |

|  | Naja (Uraeus) annulifera |
|  |                          |
|  | Naja (Uraeus) anchietae  |
|  |                          |

|  | Naja (Uraeus) haje    |
|  |                       |
|  | Naja (Uraeus) arabica |
|  |                       |

|  | Naja (Uraeus) annulifera |
|  |                          |
|  | Naja (Uraeus) anchietae  |
|  |                          |

|  | Naja (Uraeus) haje    |
|  |                       |
|  | Naja (Uraeus) arabica |
|  |                       |

|  | Naja (Uraeus) annulifera |
|  |                          |
|  | Naja (Uraeus) anchietae  |
|  |                          |

|  | \| \| Naja (Boulengerina) christyi \| \| \| \| \| \| Naja (Boulengerina) annulata \| \| \| \| |
|  |                                                                                               |
|  | Naja (Boulengerina) melanoleuca                                                               |
|  |                                                                                               |
|  | Naja (Boulengerina) christyi                                                                  |
|  |                                                                                               |
|  | Naja (Boulengerina) annulata                                                                  |
|  |                                                                                               |

|  | Naja (Boulengerina) christyi |
|  |                              |
|  | Naja (Boulengerina) annulata |
|  |                              |

|  | \| \| Naja (Boulengerina) christyi \| \| \| \| \| \| Naja (Boulengerina) annulata \| \| \| \| |
|  |                                                                                               |
|  | Naja (Boulengerina) melanoleuca                                                               |
|  |                                                                                               |
|  | Naja (Boulengerina) christyi                                                                  |
|  |                                                                                               |
|  | Naja (Boulengerina) annulata                                                                  |
|  |                                                                                               |

|  | Naja (Boulengerina) christyi |
|  |                              |
|  | Naja (Boulengerina) annulata |
|  |                              |

|  | Naja (Uraeus) haje    |
|  |                       |
|  | Naja (Uraeus) arabica |
|  |                       |

|  | Naja (Uraeus) annulifera |
|  |                          |
|  | Naja (Uraeus) anchietae  |
|  |                          |

|  | Naja (Uraeus) haje    |
|  |                       |
|  | Naja (Uraeus) arabica |
|  |                       |

|  | Naja (Uraeus) annulifera |
|  |                          |
|  | Naja (Uraeus) anchietae  |
|  |                          |

|  | Naja (Uraeus) haje    |
|  |                       |
|  | Naja (Uraeus) arabica |
|  |                       |

|  | Naja (Uraeus) annulifera |
|  |                          |
|  | Naja (Uraeus) anchietae  |
|  |                          |

|  | Naja (Uraeus) haje    |
|  |                       |
|  | Naja (Uraeus) arabica |
|  |                       |

|  | Naja (Uraeus) annulifera |
|  |                          |
|  | Naja (Uraeus) anchietae  |
|  |                          |

|  | Naja (Afronaja) pallida |
|  |                         |
|  | Naja (Afronaja) nubiae  |
|  |                         |

|  | Naja (Afronaja) ashei                                                                      |
|  |                                                                                            |
|  | \| \| Naja (Afronaja) mossambica \| \| \| \| \| \| Naja (Afronaja) nigricincta \| \| \| \| |
|  |                                                                                            |
|  | Naja (Afronaja) mossambica                                                                 |
|  |                                                                                            |
|  | Naja (Afronaja) nigricincta                                                                |
|  |                                                                                            |

|  | Naja (Afronaja) mossambica  |
|  |                             |
|  | Naja (Afronaja) nigricincta |
|  |                             |

|  | Naja (Afronaja) ashei                                                                      |
|  |                                                                                            |
|  | \| \| Naja (Afronaja) mossambica \| \| \| \| \| \| Naja (Afronaja) nigricincta \| \| \| \| |
|  |                                                                                            |
|  | Naja (Afronaja) mossambica                                                                 |
|  |                                                                                            |
|  | Naja (Afronaja) nigricincta                                                                |
|  |                                                                                            |

|  | Naja (Afronaja) mossambica  |
|  |                             |
|  | Naja (Afronaja) nigricincta |
|  |                             |

|  | Naja (Afronaja) ashei                                                                      |
|  |                                                                                            |
|  | \| \| Naja (Afronaja) mossambica \| \| \| \| \| \| Naja (Afronaja) nigricincta \| \| \| \| |
|  |                                                                                            |
|  | Naja (Afronaja) mossambica                                                                 |
|  |                                                                                            |
|  | Naja (Afronaja) nigricincta                                                                |
|  |                                                                                            |

|  | Naja (Afronaja) mossambica  |
|  |                             |
|  | Naja (Afronaja) nigricincta |
|  |                             |

|  | Naja (Afronaja) ashei                                                                      |
|  |                                                                                            |
|  | \| \| Naja (Afronaja) mossambica \| \| \| \| \| \| Naja (Afronaja) nigricincta \| \| \| \| |
|  |                                                                                            |
|  | Naja (Afronaja) mossambica                                                                 |
|  |                                                                                            |
|  | Naja (Afronaja) nigricincta                                                                |
|  |                                                                                            |

|  | Naja (Afronaja) mossambica  |
|  |                             |
|  | Naja (Afronaja) nigricincta |
|  |                             |

|  | Naja (Afronaja) pallida |
|  |                         |
|  | Naja (Afronaja) nubiae  |
|  |                         |

|  | Naja (Afronaja) ashei                                                                      |
|  |                                                                                            |
|  | \| \| Naja (Afronaja) mossambica \| \| \| \| \| \| Naja (Afronaja) nigricincta \| \| \| \| |
|  |                                                                                            |
|  | Naja (Afronaja) mossambica                                                                 |
|  |                                                                                            |
|  | Naja (Afronaja) nigricincta                                                                |
|  |                                                                                            |

|  | Naja (Afronaja) mossambica  |
|  |                             |
|  | Naja (Afronaja) nigricincta |
|  |                             |

|  | Naja (Afronaja) ashei                                                                      |
|  |                                                                                            |
|  | \| \| Naja (Afronaja) mossambica \| \| \| \| \| \| Naja (Afronaja) nigricincta \| \| \| \| |
|  |                                                                                            |
|  | Naja (Afronaja) mossambica                                                                 |
|  |                                                                                            |
|  | Naja (Afronaja) nigricincta                                                                |
|  |                                                                                            |

|  | Naja (Afronaja) mossambica  |
|  |                             |
|  | Naja (Afronaja) nigricincta |
|  |                             |

|  | Naja (Afronaja) ashei                                                                      |
|  |                                                                                            |
|  | \| \| Naja (Afronaja) mossambica \| \| \| \| \| \| Naja (Afronaja) nigricincta \| \| \| \| |
|  |                                                                                            |
|  | Naja (Afronaja) mossambica                                                                 |
|  |                                                                                            |
|  | Naja (Afronaja) nigricincta                                                                |
|  |                                                                                            |

|  | Naja (Afronaja) mossambica  |
|  |                             |
|  | Naja (Afronaja) nigricincta |
|  |                             |

|  | Naja (Afronaja) ashei                                                                      |
|  |                                                                                            |
|  | \| \| Naja (Afronaja) mossambica \| \| \| \| \| \| Naja (Afronaja) nigricincta \| \| \| \| |
|  |                                                                                            |
|  | Naja (Afronaja) mossambica                                                                 |
|  |                                                                                            |
|  | Naja (Afronaja) nigricincta                                                                |
|  |                                                                                            |

|  | Naja (Afronaja) mossambica  |
|  |                             |
|  | Naja (Afronaja) nigricincta |
|  |                             |

|  | \| \| Naja (Boulengerina) christyi \| \| \| \| \| \| Naja (Boulengerina) annulata \| \| \| \| |
|  |                                                                                               |
|  | Naja (Boulengerina) melanoleuca                                                               |
|  |                                                                                               |
|  | Naja (Boulengerina) christyi                                                                  |
|  |                                                                                               |
|  | Naja (Boulengerina) annulata                                                                  |
|  |                                                                                               |

|  | Naja (Boulengerina) christyi |
|  |                              |
|  | Naja (Boulengerina) annulata |
|  |                              |

|  | \| \| Naja (Boulengerina) christyi \| \| \| \| \| \| Naja (Boulengerina) annulata \| \| \| \| |
|  |                                                                                               |
|  | Naja (Boulengerina) melanoleuca                                                               |
|  |                                                                                               |
|  | Naja (Boulengerina) christyi                                                                  |
|  |                                                                                               |
|  | Naja (Boulengerina) annulata                                                                  |
|  |                                                                                               |

|  | Naja (Boulengerina) christyi |
|  |                              |
|  | Naja (Boulengerina) annulata |
|  |                              |

|  | Naja (Uraeus) haje    |
|  |                       |
|  | Naja (Uraeus) arabica |
|  |                       |

|  | Naja (Uraeus) annulifera |
|  |                          |
|  | Naja (Uraeus) anchietae  |
|  |                          |

|  | Naja (Uraeus) haje    |
|  |                       |
|  | Naja (Uraeus) arabica |
|  |                       |

|  | Naja (Uraeus) annulifera |
|  |                          |
|  | Naja (Uraeus) anchietae  |
|  |                          |

|  | Naja (Uraeus) haje    |
|  |                       |
|  | Naja (Uraeus) arabica |
|  |                       |

|  | Naja (Uraeus) annulifera |
|  |                          |
|  | Naja (Uraeus) anchietae  |
|  |                          |

|  | Naja (Uraeus) haje    |
|  |                       |
|  | Naja (Uraeus) arabica |
|  |                       |

|  | Naja (Uraeus) annulifera |
|  |                          |
|  | Naja (Uraeus) anchietae  |
|  |                          |

|  | \| \| Naja (Boulengerina) christyi \| \| \| \| \| \| Naja (Boulengerina) annulata \| \| \| \| |
|  |                                                                                               |
|  | Naja (Boulengerina) melanoleuca                                                               |
|  |                                                                                               |
|  | Naja (Boulengerina) christyi                                                                  |
|  |                                                                                               |
|  | Naja (Boulengerina) annulata                                                                  |
|  |                                                                                               |

|  | Naja (Boulengerina) christyi |
|  |                              |
|  | Naja (Boulengerina) annulata |
|  |                              |

|  | \| \| Naja (Boulengerina) christyi \| \| \| \| \| \| Naja (Boulengerina) annulata \| \| \| \| |
|  |                                                                                               |
|  | Naja (Boulengerina) melanoleuca                                                               |
|  |                                                                                               |
|  | Naja (Boulengerina) christyi                                                                  |
|  |                                                                                               |
|  | Naja (Boulengerina) annulata                                                                  |
|  |                                                                                               |

|  | Naja (Boulengerina) christyi |
|  |                              |
|  | Naja (Boulengerina) annulata |
|  |                              |

|  | Naja (Uraeus) haje    |
|  |                       |
|  | Naja (Uraeus) arabica |
|  |                       |

|  | Naja (Uraeus) annulifera |
|  |                          |
|  | Naja (Uraeus) anchietae  |
|  |                          |

|  | Naja (Uraeus) haje    |
|  |                       |
|  | Naja (Uraeus) arabica |
|  |                       |

|  | Naja (Uraeus) annulifera |
|  |                          |
|  | Naja (Uraeus) anchietae  |
|  |                          |

|  | Naja (Uraeus) haje    |
|  |                       |
|  | Naja (Uraeus) arabica |
|  |                       |

|  | Naja (Uraeus) annulifera |
|  |                          |
|  | Naja (Uraeus) anchietae  |
|  |                          |

|  | Naja (Uraeus) haje    |
|  |                       |
|  | Naja (Uraeus) arabica |
|  |                       |

|  | Naja (Uraeus) annulifera |
|  |                          |
|  | Naja (Uraeus) anchietae  |
|  |                          |

|  | Naja (Naja) kaouthia |
|  |                      |
|  | Naja (Naja) atra     |
|  |                      |

|  | Naja (Naja) mandalayensis |
|  |                           |
|  | Naja (Naja) siamensis     |
|  |                           |
|  | Naja (Naja) sputatrix     |
|  |                           |

|  | Naja (Naja) kaouthia |
|  |                      |
|  | Naja (Naja) atra     |
|  |                      |

|  | Naja (Naja) mandalayensis |
|  |                           |
|  | Naja (Naja) siamensis     |
|  |                           |
|  | Naja (Naja) sputatrix     |
|  |                           |

|  | Naja (Naja) kaouthia |
|  |                      |
|  | Naja (Naja) atra     |
|  |                      |

|  | Naja (Naja) mandalayensis |
|  |                           |
|  | Naja (Naja) siamensis     |
|  |                           |
|  | Naja (Naja) sputatrix     |
|  |                           |

|  | Naja (Naja) kaouthia |
|  |                      |
|  | Naja (Naja) atra     |
|  |                      |

|  | Naja (Naja) mandalayensis |
|  |                           |
|  | Naja (Naja) siamensis     |
|  |                           |
|  | Naja (Naja) sputatrix     |
|  |                           |

|  | Naja (Afronaja) pallida |
|  |                         |
|  | Naja (Afronaja) nubiae  |
|  |                         |

|  | Naja (Afronaja) ashei                                                                      |
|  |                                                                                            |
|  | \| \| Naja (Afronaja) mossambica \| \| \| \| \| \| Naja (Afronaja) nigricincta \| \| \| \| |
|  |                                                                                            |
|  | Naja (Afronaja) mossambica                                                                 |
|  |                                                                                            |
|  | Naja (Afronaja) nigricincta                                                                |
|  |                                                                                            |

|  | Naja (Afronaja) mossambica  |
|  |                             |
|  | Naja (Afronaja) nigricincta |
|  |                             |

|  | Naja (Afronaja) ashei                                                                      |
|  |                                                                                            |
|  | \| \| Naja (Afronaja) mossambica \| \| \| \| \| \| Naja (Afronaja) nigricincta \| \| \| \| |
|  |                                                                                            |
|  | Naja (Afronaja) mossambica                                                                 |
|  |                                                                                            |
|  | Naja (Afronaja) nigricincta                                                                |
|  |                                                                                            |

|  | Naja (Afronaja) mossambica  |
|  |                             |
|  | Naja (Afronaja) nigricincta |
|  |                             |

|  | Naja (Afronaja) ashei                                                                      |
|  |                                                                                            |
|  | \| \| Naja (Afronaja) mossambica \| \| \| \| \| \| Naja (Afronaja) nigricincta \| \| \| \| |
|  |                                                                                            |
|  | Naja (Afronaja) mossambica                                                                 |
|  |                                                                                            |
|  | Naja (Afronaja) nigricincta                                                                |
|  |                                                                                            |

|  | Naja (Afronaja) mossambica  |
|  |                             |
|  | Naja (Afronaja) nigricincta |
|  |                             |

|  | Naja (Afronaja) ashei                                                                      |
|  |                                                                                            |
|  | \| \| Naja (Afronaja) mossambica \| \| \| \| \| \| Naja (Afronaja) nigricincta \| \| \| \| |
|  |                                                                                            |
|  | Naja (Afronaja) mossambica                                                                 |
|  |                                                                                            |
|  | Naja (Afronaja) nigricincta                                                                |
|  |                                                                                            |

|  | Naja (Afronaja) mossambica  |
|  |                             |
|  | Naja (Afronaja) nigricincta |
|  |                             |

|  | Naja (Afronaja) pallida |
|  |                         |
|  | Naja (Afronaja) nubiae  |
|  |                         |

|  | Naja (Afronaja) ashei                                                                      |
|  |                                                                                            |
|  | \| \| Naja (Afronaja) mossambica \| \| \| \| \| \| Naja (Afronaja) nigricincta \| \| \| \| |
|  |                                                                                            |
|  | Naja (Afronaja) mossambica                                                                 |
|  |                                                                                            |
|  | Naja (Afronaja) nigricincta                                                                |
|  |                                                                                            |

|  | Naja (Afronaja) mossambica  |
|  |                             |
|  | Naja (Afronaja) nigricincta |
|  |                             |

|  | Naja (Afronaja) ashei                                                                      |
|  |                                                                                            |
|  | \| \| Naja (Afronaja) mossambica \| \| \| \| \| \| Naja (Afronaja) nigricincta \| \| \| \| |
|  |                                                                                            |
|  | Naja (Afronaja) mossambica                                                                 |
|  |                                                                                            |
|  | Naja (Afronaja) nigricincta                                                                |
|  |                                                                                            |

|  | Naja (Afronaja) mossambica  |
|  |                             |
|  | Naja (Afronaja) nigricincta |
|  |                             |

|  | Naja (Afronaja) ashei                                                                      |
|  |                                                                                            |
|  | \| \| Naja (Afronaja) mossambica \| \| \| \| \| \| Naja (Afronaja) nigricincta \| \| \| \| |
|  |                                                                                            |
|  | Naja (Afronaja) mossambica                                                                 |
|  |                                                                                            |
|  | Naja (Afronaja) nigricincta                                                                |
|  |                                                                                            |

|  | Naja (Afronaja) mossambica  |
|  |                             |
|  | Naja (Afronaja) nigricincta |
|  |                             |

|  | Naja (Afronaja) ashei                                                                      |
|  |                                                                                            |
|  | \| \| Naja (Afronaja) mossambica \| \| \| \| \| \| Naja (Afronaja) nigricincta \| \| \| \| |
|  |                                                                                            |
|  | Naja (Afronaja) mossambica                                                                 |
|  |                                                                                            |
|  | Naja (Afronaja) nigricincta                                                                |
|  |                                                                                            |

|  | Naja (Afronaja) mossambica  |
|  |                             |
|  | Naja (Afronaja) nigricincta |
|  |                             |

|  | \| \| Naja (Boulengerina) christyi \| \| \| \| \| \| Naja (Boulengerina) annulata \| \| \| \| |
|  |                                                                                               |
|  | Naja (Boulengerina) melanoleuca                                                               |
|  |                                                                                               |
|  | Naja (Boulengerina) christyi                                                                  |
|  |                                                                                               |
|  | Naja (Boulengerina) annulata                                                                  |
|  |                                                                                               |

|  | Naja (Boulengerina) christyi |
|  |                              |
|  | Naja (Boulengerina) annulata |
|  |                              |

|  | \| \| Naja (Boulengerina) christyi \| \| \| \| \| \| Naja (Boulengerina) annulata \| \| \| \| |
|  |                                                                                               |
|  | Naja (Boulengerina) melanoleuca                                                               |
|  |                                                                                               |
|  | Naja (Boulengerina) christyi                                                                  |
|  |                                                                                               |
|  | Naja (Boulengerina) annulata                                                                  |
|  |                                                                                               |

|  | Naja (Boulengerina) christyi |
|  |                              |
|  | Naja (Boulengerina) annulata |
|  |                              |

|  | Naja (Uraeus) haje    |
|  |                       |
|  | Naja (Uraeus) arabica |
|  |                       |

|  | Naja (Uraeus) annulifera |
|  |                          |
|  | Naja (Uraeus) anchietae  |
|  |                          |

|  | Naja (Uraeus) haje    |
|  |                       |
|  | Naja (Uraeus) arabica |
|  |                       |

|  | Naja (Uraeus) annulifera |
|  |                          |
|  | Naja (Uraeus) anchietae  |
|  |                          |

|  | Naja (Uraeus) haje    |
|  |                       |
|  | Naja (Uraeus) arabica |
|  |                       |

|  | Naja (Uraeus) annulifera |
|  |                          |
|  | Naja (Uraeus) anchietae  |
|  |                          |

|  | Naja (Uraeus) haje    |
|  |                       |
|  | Naja (Uraeus) arabica |
|  |                       |

|  | Naja (Uraeus) annulifera |
|  |                          |
|  | Naja (Uraeus) anchietae  |
|  |                          |

|  | \| \| Naja (Boulengerina) christyi \| \| \| \| \| \| Naja (Boulengerina) annulata \| \| \| \| |
|  |                                                                                               |
|  | Naja (Boulengerina) melanoleuca                                                               |
|  |                                                                                               |
|  | Naja (Boulengerina) christyi                                                                  |
|  |                                                                                               |
|  | Naja (Boulengerina) annulata                                                                  |
|  |                                                                                               |

|  | Naja (Boulengerina) christyi |
|  |                              |
|  | Naja (Boulengerina) annulata |
|  |                              |

|  | \| \| Naja (Boulengerina) christyi \| \| \| \| \| \| Naja (Boulengerina) annulata \| \| \| \| |
|  |                                                                                               |
|  | Naja (Boulengerina) melanoleuca                                                               |
|  |                                                                                               |
|  | Naja (Boulengerina) christyi                                                                  |
|  |                                                                                               |
|  | Naja (Boulengerina) annulata                                                                  |
|  |                                                                                               |

|  | Naja (Boulengerina) christyi |
|  |                              |
|  | Naja (Boulengerina) annulata |
|  |                              |

|  | Naja (Uraeus) haje    |
|  |                       |
|  | Naja (Uraeus) arabica |
|  |                       |

|  | Naja (Uraeus) annulifera |
|  |                          |
|  | Naja (Uraeus) anchietae  |
|  |                          |

|  | Naja (Uraeus) haje    |
|  |                       |
|  | Naja (Uraeus) arabica |
|  |                       |

|  | Naja (Uraeus) annulifera |
|  |                          |
|  | Naja (Uraeus) anchietae  |
|  |                          |

|  | Naja (Uraeus) haje    |
|  |                       |
|  | Naja (Uraeus) arabica |
|  |                       |

|  | Naja (Uraeus) annulifera |
|  |                          |
|  | Naja (Uraeus) anchietae  |
|  |                          |

|  | Naja (Uraeus) haje    |
|  |                       |
|  | Naja (Uraeus) arabica |
|  |                       |

|  | Naja (Uraeus) annulifera |
|  |                          |
|  | Naja (Uraeus) anchietae  |
|  |                          |

|  | Naja (Afronaja) pallida |
|  |                         |
|  | Naja (Afronaja) nubiae  |
|  |                         |

|  | Naja (Afronaja) ashei                                                                      |
|  |                                                                                            |
|  | \| \| Naja (Afronaja) mossambica \| \| \| \| \| \| Naja (Afronaja) nigricincta \| \| \| \| |
|  |                                                                                            |
|  | Naja (Afronaja) mossambica                                                                 |
|  |                                                                                            |
|  | Naja (Afronaja) nigricincta                                                                |
|  |                                                                                            |

|  | Naja (Afronaja) mossambica  |
|  |                             |
|  | Naja (Afronaja) nigricincta |
|  |                             |

|  | Naja (Afronaja) ashei                                                                      |
|  |                                                                                            |
|  | \| \| Naja (Afronaja) mossambica \| \| \| \| \| \| Naja (Afronaja) nigricincta \| \| \| \| |
|  |                                                                                            |
|  | Naja (Afronaja) mossambica                                                                 |
|  |                                                                                            |
|  | Naja (Afronaja) nigricincta                                                                |
|  |                                                                                            |

|  | Naja (Afronaja) mossambica  |
|  |                             |
|  | Naja (Afronaja) nigricincta |
|  |                             |

|  | Naja (Afronaja) ashei                                                                      |
|  |                                                                                            |
|  | \| \| Naja (Afronaja) mossambica \| \| \| \| \| \| Naja (Afronaja) nigricincta \| \| \| \| |
|  |                                                                                            |
|  | Naja (Afronaja) mossambica                                                                 |
|  |                                                                                            |
|  | Naja (Afronaja) nigricincta                                                                |
|  |                                                                                            |

|  | Naja (Afronaja) mossambica  |
|  |                             |
|  | Naja (Afronaja) nigricincta |
|  |                             |

|  | Naja (Afronaja) ashei                                                                      |
|  |                                                                                            |
|  | \| \| Naja (Afronaja) mossambica \| \| \| \| \| \| Naja (Afronaja) nigricincta \| \| \| \| |
|  |                                                                                            |
|  | Naja (Afronaja) mossambica                                                                 |
|  |                                                                                            |
|  | Naja (Afronaja) nigricincta                                                                |
|  |                                                                                            |

|  | Naja (Afronaja) mossambica  |
|  |                             |
|  | Naja (Afronaja) nigricincta |
|  |                             |

|  | Naja (Afronaja) pallida |
|  |                         |
|  | Naja (Afronaja) nubiae  |
|  |                         |

|  | Naja (Afronaja) ashei                                                                      |
|  |                                                                                            |
|  | \| \| Naja (Afronaja) mossambica \| \| \| \| \| \| Naja (Afronaja) nigricincta \| \| \| \| |
|  |                                                                                            |
|  | Naja (Afronaja) mossambica                                                                 |
|  |                                                                                            |
|  | Naja (Afronaja) nigricincta                                                                |
|  |                                                                                            |

|  | Naja (Afronaja) mossambica  |
|  |                             |
|  | Naja (Afronaja) nigricincta |
|  |                             |

|  | Naja (Afronaja) ashei                                                                      |
|  |                                                                                            |
|  | \| \| Naja (Afronaja) mossambica \| \| \| \| \| \| Naja (Afronaja) nigricincta \| \| \| \| |
|  |                                                                                            |
|  | Naja (Afronaja) mossambica                                                                 |
|  |                                                                                            |
|  | Naja (Afronaja) nigricincta                                                                |
|  |                                                                                            |

|  | Naja (Afronaja) mossambica  |
|  |                             |
|  | Naja (Afronaja) nigricincta |
|  |                             |

|  | Naja (Afronaja) ashei                                                                      |
|  |                                                                                            |
|  | \| \| Naja (Afronaja) mossambica \| \| \| \| \| \| Naja (Afronaja) nigricincta \| \| \| \| |
|  |                                                                                            |
|  | Naja (Afronaja) mossambica                                                                 |
|  |                                                                                            |
|  | Naja (Afronaja) nigricincta                                                                |
|  |                                                                                            |

|  | Naja (Afronaja) mossambica  |
|  |                             |
|  | Naja (Afronaja) nigricincta |
|  |                             |

|  | Naja (Afronaja) ashei                                                                      |
|  |                                                                                            |
|  | \| \| Naja (Afronaja) mossambica \| \| \| \| \| \| Naja (Afronaja) nigricincta \| \| \| \| |
|  |                                                                                            |
|  | Naja (Afronaja) mossambica                                                                 |
|  |                                                                                            |
|  | Naja (Afronaja) nigricincta                                                                |
|  |                                                                                            |

|  | Naja (Afronaja) mossambica  |
|  |                             |
|  | Naja (Afronaja) nigricincta |
|  |                             |

|  | \| \| Naja (Boulengerina) christyi \| \| \| \| \| \| Naja (Boulengerina) annulata \| \| \| \| |
|  |                                                                                               |
|  | Naja (Boulengerina) melanoleuca                                                               |
|  |                                                                                               |
|  | Naja (Boulengerina) christyi                                                                  |
|  |                                                                                               |
|  | Naja (Boulengerina) annulata                                                                  |
|  |                                                                                               |

|  | Naja (Boulengerina) christyi |
|  |                              |
|  | Naja (Boulengerina) annulata |
|  |                              |

|  | \| \| Naja (Boulengerina) christyi \| \| \| \| \| \| Naja (Boulengerina) annulata \| \| \| \| |
|  |                                                                                               |
|  | Naja (Boulengerina) melanoleuca                                                               |
|  |                                                                                               |
|  | Naja (Boulengerina) christyi                                                                  |
|  |                                                                                               |
|  | Naja (Boulengerina) annulata                                                                  |
|  |                                                                                               |

|  | Naja (Boulengerina) christyi |
|  |                              |
|  | Naja (Boulengerina) annulata |
|  |                              |

|  | Naja (Uraeus) haje    |
|  |                       |
|  | Naja (Uraeus) arabica |
|  |                       |

|  | Naja (Uraeus) annulifera |
|  |                          |
|  | Naja (Uraeus) anchietae  |
|  |                          |

|  | Naja (Uraeus) haje    |
|  |                       |
|  | Naja (Uraeus) arabica |
|  |                       |

|  | Naja (Uraeus) annulifera |
|  |                          |
|  | Naja (Uraeus) anchietae  |
|  |                          |

|  | Naja (Uraeus) haje    |
|  |                       |
|  | Naja (Uraeus) arabica |
|  |                       |

|  | Naja (Uraeus) annulifera |
|  |                          |
|  | Naja (Uraeus) anchietae  |
|  |                          |

|  | Naja (Uraeus) haje    |
|  |                       |
|  | Naja (Uraeus) arabica |
|  |                       |

|  | Naja (Uraeus) annulifera |
|  |                          |
|  | Naja (Uraeus) anchietae  |
|  |                          |

|  | \| \| Naja (Boulengerina) christyi \| \| \| \| \| \| Naja (Boulengerina) annulata \| \| \| \| |
|  |                                                                                               |
|  | Naja (Boulengerina) melanoleuca                                                               |
|  |                                                                                               |
|  | Naja (Boulengerina) christyi                                                                  |
|  |                                                                                               |
|  | Naja (Boulengerina) annulata                                                                  |
|  |                                                                                               |

|  | Naja (Boulengerina) christyi |
|  |                              |
|  | Naja (Boulengerina) annulata |
|  |                              |

|  | \| \| Naja (Boulengerina) christyi \| \| \| \| \| \| Naja (Boulengerina) annulata \| \| \| \| |
|  |                                                                                               |
|  | Naja (Boulengerina) melanoleuca                                                               |
|  |                                                                                               |
|  | Naja (Boulengerina) christyi                                                                  |
|  |                                                                                               |
|  | Naja (Boulengerina) annulata                                                                  |
|  |                                                                                               |

|  | Naja (Boulengerina) christyi |
|  |                              |
|  | Naja (Boulengerina) annulata |
|  |                              |

|  | Naja (Uraeus) haje    |
|  |                       |
|  | Naja (Uraeus) arabica |
|  |                       |

|  | Naja (Uraeus) annulifera |
|  |                          |
|  | Naja (Uraeus) anchietae  |
|  |                          |

|  | Naja (Uraeus) haje    |
|  |                       |
|  | Naja (Uraeus) arabica |
|  |                       |

|  | Naja (Uraeus) annulifera |
|  |                          |
|  | Naja (Uraeus) anchietae  |
|  |                          |

|  | Naja (Uraeus) haje    |
|  |                       |
|  | Naja (Uraeus) arabica |
|  |                       |

|  | Naja (Uraeus) annulifera |
|  |                          |
|  | Naja (Uraeus) anchietae  |
|  |                          |

|  | Naja (Uraeus) haje    |
|  |                       |
|  | Naja (Uraeus) arabica |
|  |                       |

|  | Naja (Uraeus) annulifera |
|  |                          |
|  | Naja (Uraeus) anchietae  |
|  |                          |

Các cá thể ở São Tomé gần đây được mô tả là một loài mới có tên N. peroescobari và một nghiên cứu gần đây dựa vào DNA ty thể đưa ra giả thiết rằng N. melanoleuca thật ra có thể gồm năm loài riêng biệt:
- Naja melanoleuca Hallowell 1857 - các khu rừng Trung Phi: Bénin, Nigeria, Cameroon, Cộng hòa Trung Phi, Gabon, Cộng hòa Dân chủ Congo, Cộng hòa Congo, Angola.
- Naja subfulva Laurent, 1955 - rừng và rừng savan ở phía đông, nam và trung tâm châu Phi: Chad, Nigeria, Cameroon, Cộng hòa Trung Phi, Cộng hòa Dân chủ Congo, Cộng hòa Congo, Rwanda, Burundi, Uganda, Kenya, Tanzania, Somalia, Nam Sudan, Ethiopia, Mozambique, Malawi, Zambia, Zimbabwe, Nam Phi, Angola
- Naja peroescobari Ceríaco et al. 2017 - São Tomé.
- Naja guineensis Broadley et al. in Wüster et al. 2018 - Rừng Thượng Guinea của Tây Phi: Guinea-Bissau, Guinea, Liberia, Sierra Leone, Bờ Biển Ngà, Ghana, Togo.
- Naja savannula Broadley et al. in Wüster et al. 2018 - VÙng Savan của Tây Phi: Senegal, Gambia, Guinea, Liberia, Sierra Leone, Bờ Biển Ngà, Ghana, Togo, Benin, Mali, Burkina Faso, Nigeria, Niger, Chad, Cameroon.

## Mô tả

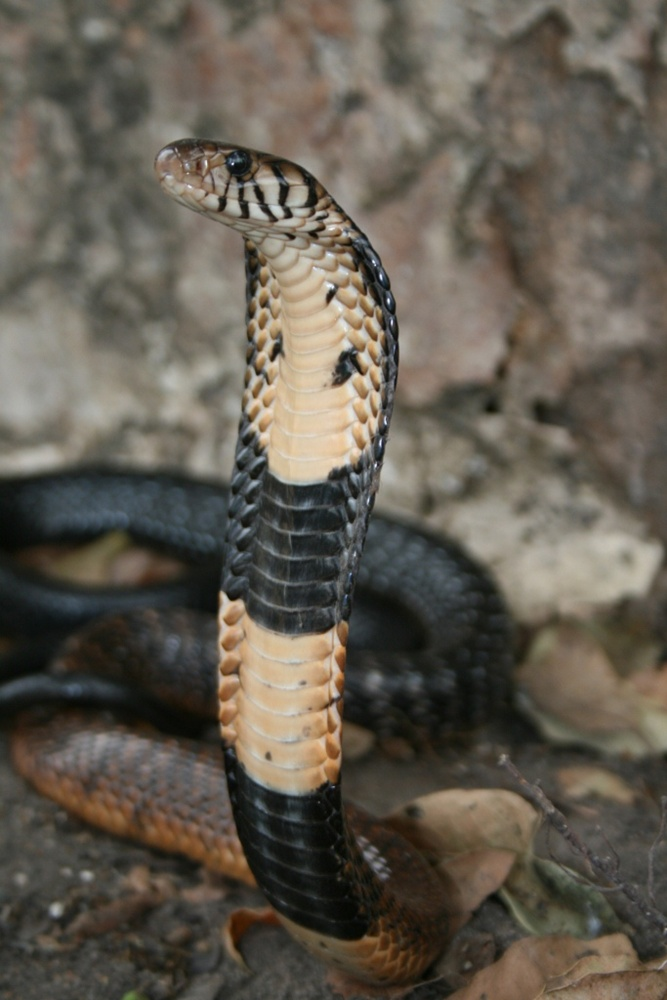

Rắn hổ mang rừng rậm là loài rắn hổ mang lớn nhất châu Phi thuộc chi Naja và có lẽ là lớn nhất trong tất cả những loài rắn hổ mang thật sự (Naja) trên thế giới. Chiều dài rắn trưởng thành trung bình khoảng 1,4 đến 2,2 m (4,6 đến 7,2 ft), nhưng có thể đạt 2,7 mét (8,9 foot), và thậm chí chiều dài còn lên đến 3,1 mét (10 foot) cũng có thể xuất hiện trong trường hợp hiếm. Rắn đực và rắn cái phát triển chiều dài tương tự nhau, dường như không có sự lưỡng hình giới tính ở loài này. Phần đầu rắn lớn, rộng, phẳng và mảnh khảnh dễ nhìn thấy từ phần cổ. Thân rắn tương đối dày, vuốt thon và dẹt nhỏ với chiếc đuôi mảnh dẻ mà lại dài vừa phải. Cơ thể bị dồn nén tại lưng bụng (nơi mà vảy lưng và vảy bụng dưới gặp nhau ở mỗi bên cơ thể), sau lưng gần giống hình trụ (đuôi, cuối thân). Rắn hổ mang rừng rậm có xương sườn cổ dài, có khả năng mở rộng để phồng ra phần mang cổ dài, nhọn khi bị đe dọa. Góc nằm giữa đỉnh đầu và phía bên đầu giữa đôi mắt, được xem như khóe mắt dễ nhìn thấy, trong khi chiếc mõm tròn. Đôi mắt lớn với đồng tử tròn.

### Bộ vảy rắn
Giống như những loài rắn khác, rắn hổ mang rừng rậm có da bao bọc bằng vảy. Rắn được bao phủ hoàn toàn bằng vảy hoặc vảy sừng có hình dạng, kích cỡ đa dạng, xem như một lớp da rắn toàn vẹn. Vảy bảo vệ cơ thể rắn, hỗ trợ vận động, cho phép giữ lại độ ẩm bên trong, làm thay đổi đặc tính khiến bề mặt trở nên gồ ghề để hỗ trợ ngụy trang. Vảy lưng mịn màng, bóng loáng, không cân xứng lớn. Màu sắc loài rắn này có thể biến đổi, với 3 kiểu hình thái màu sắc chính:
- Kiểu hình thái màu sắc thứ nhất: từ rừng rậm đến bìa rừng, từ đông Sierra Leone đến tây Kenya, phía nam Angola, rắn có màu đen bóng loáng, khu vực cằm, cổ họng, trước bụng có màu kem hoặc trắng, với những vết hoặc những thanh ngang rộng màu đen. Hai bên đầu đánh dấu nổi bật bằng màu đen và màu trắng, tạo ấn tượng rằng các thanh ngang trắng hoặc đen thẳng đứng trên môi.[21]
- Kiểu hình thái màu sắc thứ hai: trên nhiều đồng cỏ phía tây châu Phi, rắn có khoang màu đen xen lẫn vàng, đuôi đen, trên đầu vàng nâu; bờ môi, cằm, cổ có màu vàng.[21]
- Kiểu hình thái màu sắc thứ ba: từ đồng bằng duyên hải phía đông châu Phi, phía nam đến KwaZulu-Natal, nội địa đến Zambia và miền nam Congo, rắn có màu nâu nhạt hoặc nâu đen ở phần trên thân, nhạt màu phần dưới, bụng có màu vàng hoặc màu kem, có những đốm nhỏ đậm màu nâu hoặc đen; mẫu vật tại nhiều nơi phía nam phạm vi có đuôi đen. Mẫu vật chứa hắc tố (toàn màu đen) được ghi chép tại tây Phi.[21]

Số lượng vảy trên đầu, thân và đuôi của rắn hổ mang rừng rậm:
| - Lưng (giữa thân): 19-21 - Bụng: 201-214 - Dưới đuôi: 63-72 (cặp) - Mảng dẹt hậu môn: đơn - Môi trên: 7 (8) | - Môi trên đến đôi mắt: 3 & 4 - Trước mắt: 1-2 - Trụ mắt: 2-3 - Môi dưới: 8 - Thái dương: biến thiên |

### Nọc độc
Nọc độc loài rắn hổ mang này thuộc nhóm neurotoxin (độc tố thần kinh) nhận truyền tín hiệu qua khớp thần kinh và vết cắn gây nhiễm độc thần kinh nặng. Ernst và Zug et al. 1996 liệt kê giá trị 0,225 mg/kg SC. Theo Brown và Fry thuộc cơ sở dữ liệu về nọc độc và độc tố Australia, giá trị LD50 trên phúc mạc chuột là 0,324 mg/kg. Lượng nọc độc trung bình cho mỗi vết cắn là 571 mg còn lượng nọc độc tối đa là 1102 mg. Loài rắn này có thể rất nguy hiểm do lượng nọc độc lớn tiêm vào trong một lần cắn đơn nhất và bản tính hung hăng khi tự vệ. Sự tử vong có khả năng diễn ra nhanh chóng, trong vòng 30 đến 120 phút khi gặp trường hợp trúng độc nghiêm trọng. Dấu hiệu cùng triệu chứng khi trúng độc gồm có sụp mí mắt, buồn ngủ, liệt tứ chi, mất thính lực, mất khả năng nói chuyện, chóng mặt, mất điều hòa, sốc, huyết áp thấp, đau bụng, sốt, xanh xao, và những triệu chứng thần kinh, hô hấp khác.
Rắn hổ mang rừng rậm là một trong những loài rắn cắn người nhiều nhất giữa các loài hổ mang châu Phi, phần lớn do thói quen sống nơi rừng rậm. Triệu chứng khi bị cắn rất giống rắn hổ mang Ai Cập (Naja haje). Kinh nghiệm lâm sàng đối với loài rắn này rất ít ỏi, chỉ vài vết cắn được ghi chép vào tài liệu. Tử vong do suy hô hấp vì nhiễm độc thần kinh nặng, nhưng hầu hết nạn nhân sẽ sống sót nếu cấp cứu bằng huyết thanh chống độc kịp thời ngay khi có dấu hiệu trúng độc lâm sàng. Trường hợp tự phục hồi hiếm hoi mà không cần dùng huyết thanh chống độc cụ thể cũng từng có; tuy nhiên, bỏ qua việc sử dụng huyết thanh chống độc khiến nạn nhân gặp nguy cơ thương tật và tử vong cao. Nếu trở nên dồn ép hoặc bị kích động, rắn có thể nhanh chóng tấn công đối phương, do lượng lớn nọc độc được tiêm vào, khả năng kết cục tử vong diễn ra rất nhanh. Tỷ lệ tử vong của một vết cắn không điều trị, không rõ chính xác nhưng được cho là khá cao. Rắn hổ mang rừng rậm không nhổ hoặc phun nọc độc. Loài này được ngành bò sát học đánh giá là một trong những loài rắn thông minh nhất thuộc họ rắn hổ châu Phi.
Hai trường hợp tại Liberia trải qua những triệu chứng thần kinh nặng, bao gồm sụp mí mắt, buồn nôn, nôn mửa, tim đập nhanh, suy hô hấp. Một đứa trẻ tại Ghana chết trong vòng 20 phút sau khi bị rắn cắn, nghi ngờ là loài rắn này.

## Phân bố và môi trường sống

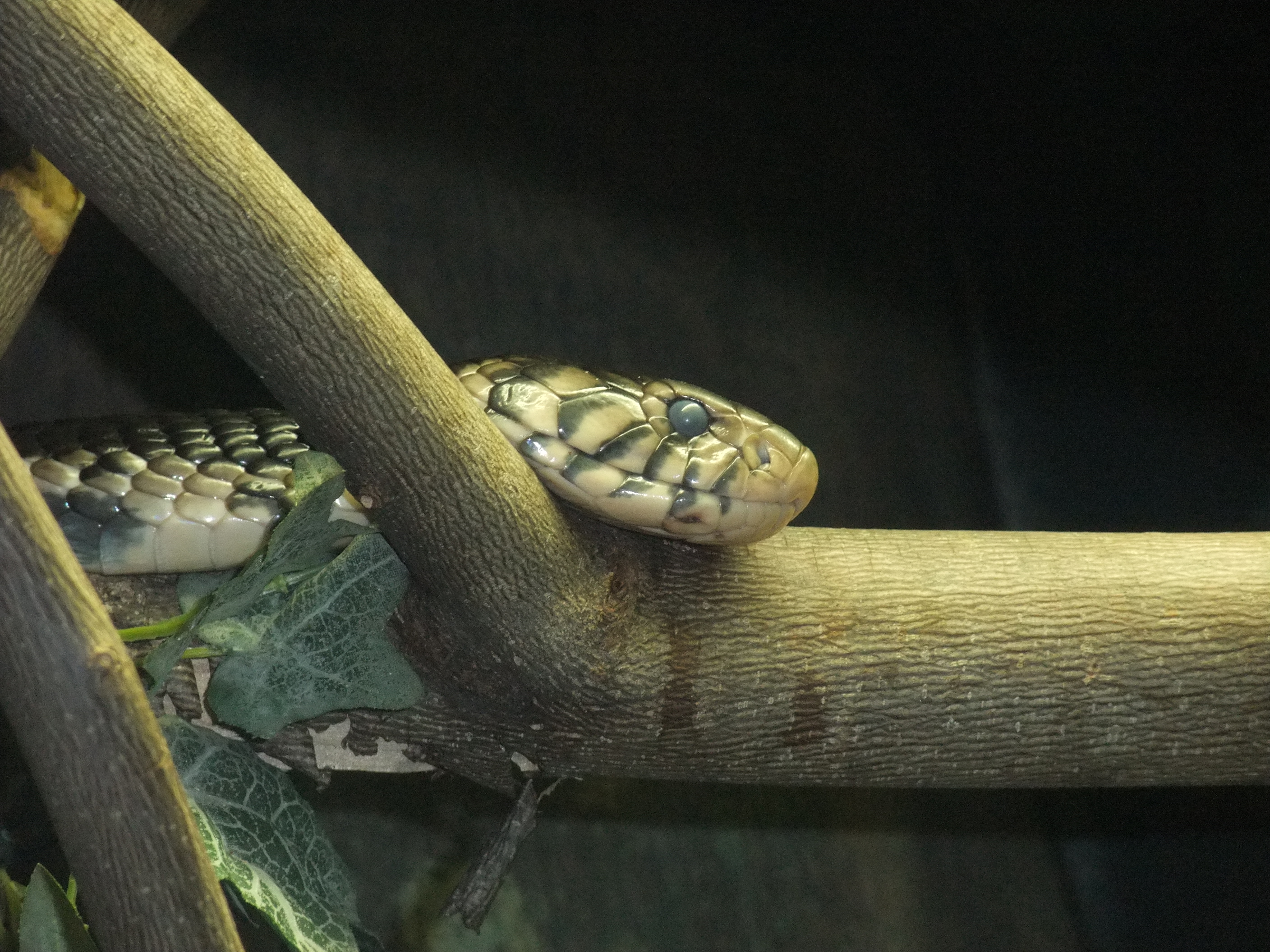

Rắn hổ mang rừng rậm sinh sống tại Tây Phi và Trung Phi. Được tìm thấy tại Senegal, Guinea-Bissau, Guinea, đông nam Mali, Sierra Leone, Liberia, Bờ Biển Ngà, Burkina Faso, Ghana, Togo, Bénin, Nigeria, Guinea Xích Đạo, Cameroon, và Gabon tại Tây Phi đến Cộng hòa Congo, Cộng hòa Dân chủ Congo, Cộng hòa Trung Phi, và phía bắc Angola tại Trung Phi đến phía tây Kenya, Uganda, Rwanda, và Burundi tại Đông Phi, và nhiều nơi phân mảnh tại Nam Phi, gồm khu vực Natal.
Loài rắn này sinh sống tại rừng rậm hoặc rừng thưa, đây là loài rắn hổ mang châu Phi duy nhất sống tại rừng cao. Rắn hổ mang rừng rậm thích nghi tốt với nhiều môi trường. Môi trường sống của loài rắn này phụ thuộc lớn tại những nơi thuộc phạm vi châu Phi mà rắn khởi nguồn. Rắn hổ mang rừng rậm có nguồn gốc từ khu vực phía nam châu Phi, thường tìm được trên xavan hay đồng cỏ, nhưng cũng có thể tìm được tại chỗ đá vụn. Chúng chủ yếu phân bố dọc theo rừng mưa nhiệt đới, cận nhiệt đới thuộc Tây Phi và Trung Phi. Rắn cũng sinh sống ở rừng ngập mặn tây châu Phi. Hình thức phân dải của rắn hổ mang rừng ở Tây Phi là sống ở thảo nguyên, đồng cỏ (nhưng thường dọc theo dòng suối) và khu vực cũng có thảm thực vật, đặc biệt là rừng ven sông, lên đến vĩ độ 14 độ bắc. Môi trường sống ưa thích là rừng đất thấp, xavan ẩm nơi mà rắn ưa chuộng bụi rậm ven biển. Loài rắn này dường như rất dễ thích nghi, dễ dàng di chuyển đến khu vực khô hơn nếu có thể. Ở phía tây Kenya, rắn hổ mang rừng tìm được tại khu vực đồng cỏ trải dài rộng. Quần thể rắn hổ mang rừng tại Uganda gần như luôn luôn tìm được gần nguồn nước. Kiểu hình thái màu nâu xuất hiện ven biển và rừng cao so với mật biển, rừng thưa, cây bụi, khu vực đồng cỏ (tọa lạc tại thị trấn Nyanga, Zimbabwe). Do thói quen ẩn nấp, ưa thích sống trong hốc lỗ, rắn thường tồn tại ở khu vực dân cư đông, phổ biến trong và xung quanh nhiều thị trấn Trung Phi, thậm chí rất lâu sau khi thảm thực vật hầu hết đã biến mất. Rắn cũng xuất hiện trên các đồn điền trồng trái cây nơi chúng sinh sống trên cây cao. Chúng có mặt trong một phạm vi độ cao rộng, từ mực nước biển lên đến núi rừng khoảng trên 2.800 mét (9.200 foot) mặt biển.

## Tập tính

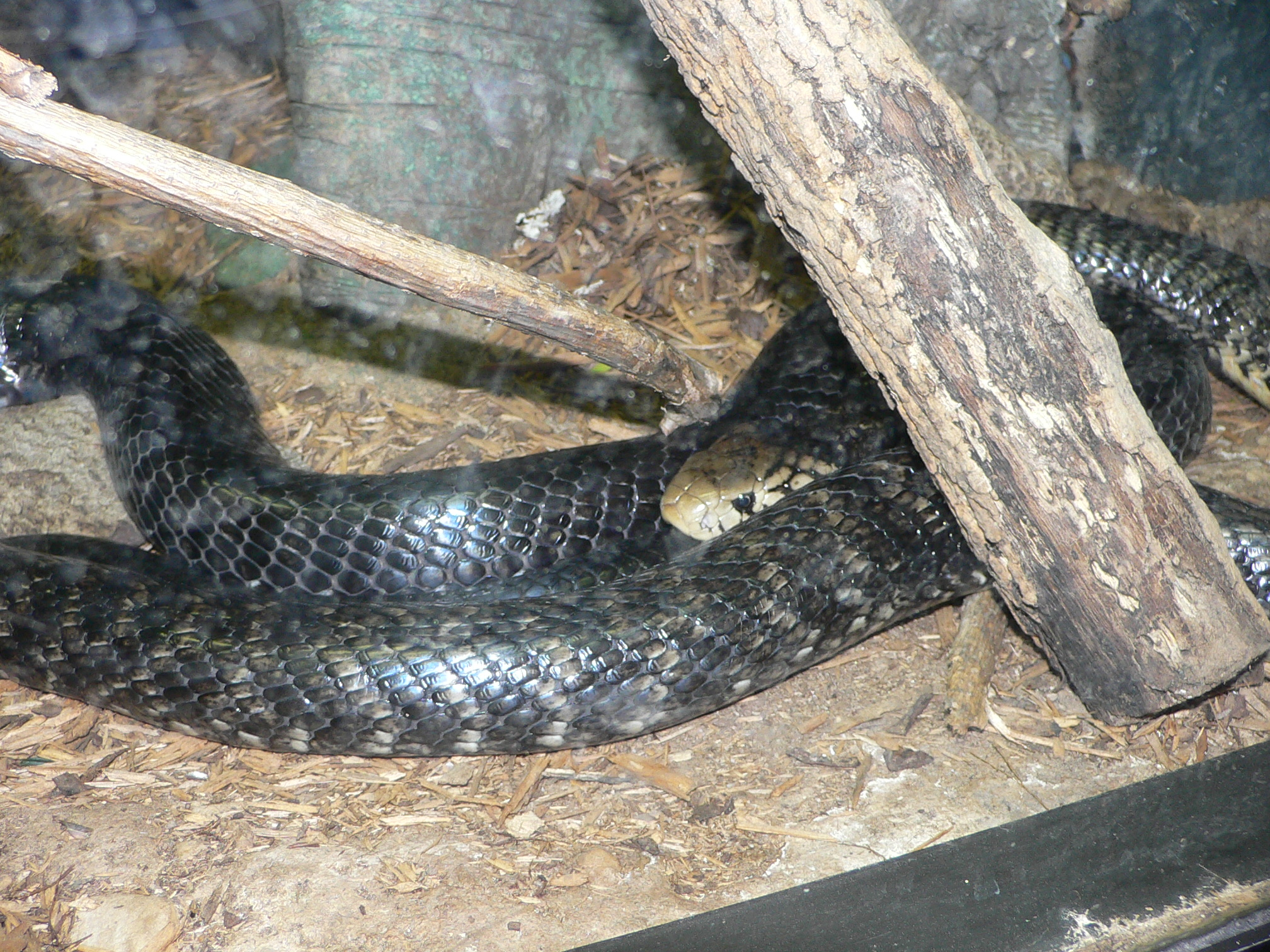

Rắn hổ mang rừng rậm là loài rắn nhanh nhẹn, hoạt động ban ngày; rắn leo trèo giỏi và là một trong những loài sống dưới nước nhiều nhất thuộc chi rắn hổ mang thật sự, chi Naja. Rắn sống trên cạn, nhưng leo trèo nhanh, khéo léo, có thể leo lên cây cao 10 mét (33 foot) hoặc hơn thế nữa. Di chuyển nhanh và cảnh giác. Rắn bơi lội giỏi, bắt nước dễ dàng; tại vài nơi thức ăn chủ yếu là cá và được xem xét là loài bán thủy sinh. Mặc dù hoạt động chủ yếu suốt ngày (ban ngày) ở khu vực vắng người sinh sống, rắn cũng có thể hoạt động buổi tối (ban đêm), nơi rắn trườn vào khu vực đô thị. Khi không hoạt động, rắn vùi lấp trong các hốc lỗ, cọc bụi cây, thân gỗ rỗng, giữa các cụm rễ hoặc trong khe đá, hoặc trong ụ mối bỏ hoang tại bìa rừng hay chỗ sạch sẽ. Tại khu vực nhất định, rắn ẩn nấp dọc theo bờ sông, trong chùm rễ cây nhô ra hoặc lỗ chim, tại khu vực đô thị rắn sẽ ẩn nấp trong đống rác hoặc nhà hoang. Khi bị kích động, rắn nâng cơ thể lên đến chiều cao đáng kể và bành rộng phần mang cổ dài, hẹp. Rắn hổ mang có thể tấn công nhanh chóng, với khoảng cách khá dài. Nếu bị quấy nhiễu hoặc dồn ép, rắn đẩy cơ thể về phía trước, quyết thực hiện nỗ lực cắn cho bằng được. Đây là một loài rắn hổ mang cảnh giác và nhanh nhẹn. Một số chuyên gia tin rằng chúng là một trong những loài rắn nguy hiểm nhất châu Phi; nhiều con rắn hổ mang rừng rậm giữ nuôi nhốt, được mô tả rằng đặc biệt hung hăng khi bị cầm lên. Loài rắn này không thể "phun" nọc độc.

### Chế độ ăn
Rắn hổ mang rừng rậm có khẩu phần con mồi khá đa dạng, bao gồm lưỡng cư, cá, những loài rắn khác, kỳ đà và những loài thằn lằn khác, trứng chim, gặm nhấm cùng vài loài hữu nhũ nhỏ. Từng ghi nhận rằng rắn hổ mang ăn cả cá thòi lòi. Tại tây châu Phi, một mẫu vật đã ăn cả chuột chù khổng lồ Gifford, một loài ăn sâu bọ có mùi rất độc hại, hầu hết những loài rắn khác không chạm vào loài chuột chù này.

### Sinh sản

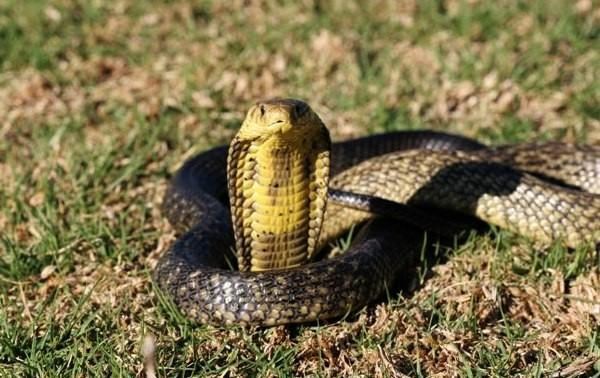
1 con rắn hổ mang rừng rậm còn nhỏ

Đây là loài đẻ trứng. Vào mùa hè, rắn cái đẻ khoảng giữa 11 đến 26 trứng trắng mịn, mỗi trứng khoảng 30 đến 60 milimét (1,2 đến 2,4 inch). Số trứng dính lại với nhau thành một bó. Những quả trứng được đặt trong thân cây rỗng, ụ mối, hốc lỗ trên mặt đất hoặc rắn cái sẽ làm tổ. Trước khi giao phối, cặp rắn sẽ "nhảy múa", nâng đầu lên cao khoảng một bàn chân hoặc cao hơn khỏi mặt đất và di chuyển tới lui. Hành động này có thể tiếp diễn trong một giờ trước khi giao phối diễn ra, khi rắn đực ép lỗ huyệt của mình (lỗ buồng vào trong cơ quan sinh sản, tiết niệu, và ống ruột rỗng) tỳ vào rắn cái. Rắn hổ mang rừng cái có thể đứng lên tự vệ, dễ bị kích thích và hung hăng trong thời kỳ sinh sản. Rắn hổ mang cái rất có khả năng tấn công mà không có hành động khiêu khích, hậu quả là gây tử vong cho người qua đường vì nếu chiếc tổ rắn gần đường mòn. Rắn non được sinh ra hoàn toàn độc lập và thường dài khoảng 22 đến 25 xentimét (8,7 đến 9,8 inch). Mặc dù vài nguồn tin khẳng định rằng rắn con có thể đo được lên đến 47 xentimét (19 inch). Thời hạn ấp trứng từ 55 đến 70 ngày (hoặc trên 80 ngày trong một nghiên cứu nuôi nhốt) tại khoảng nhiệt độ 27–30 °C (81–86 °F). Rắn hổ mang rừng rậm được biết có tuổi thọ dài. Một mẫu vật nuôi nhốt sống đến 28 năm, đó là kỷ lục về con rắn độc sống lâu nhất trong điều kiện nuôi nhốt. Một mẫu vật khác trong vườn thú Melbourne tại Australia đạt đến tuổi 35 vào ngày 1 tháng 9 năm 2014.